# Principale ministro di Stato
Il principale ministro di Stato o primo ministro di Francia (in francese: principal ministre d'État) era, sotto l'Ancien Régime, un titolo informale dato al principale consigliere del re di Francia. Il titolo e la funzione non erano ufficiali, essendo il re il detentore di tutti i poteri.
Poiché il titolo di primo ministro non era ufficiale, il monarca manteneva tutti i suoi poteri, affidando al primo ministro il compito di rendere effettivi i suoi ordini. Tuttavia, durante i momenti in cui il re era assente dal paese, gravemente malato, indifferente o inadatto a governare, il primo ministro aveva un ruolo importante, diventando la vera mente dietro il funzionamento dello Stato.
Di solito, i primi ministri erano membri del Consiglio del re (la forma arcaica del gabinetto) o alti membri della nobiltà francese o del clero cattolico.

## Storia
Fin dal Medioevo, il re governava circondato dai suoi consiglieri, tra cui il cancelliere di Francia. Nel XVI secolo, con l'istituzione nel 1547 dei segretari di Stato (ministri) da parte di Enrico II, questa formula si sviluppò fino a diventare una vera e propria istituzione di governo: il Consiglio del re. Con Enrico IV, apparve il primato di alcuni ministri (Sully, dal 1598 al 1611 e Villeroy, dal 1611 al 1614). Poi, nel XVII secolo, il re sarà assistito prima da un favorito (Concini, dal 1613 al 1617 e il duca di Luynes, dal 1617 al 1621), poi, sotto Luigi XIII, da un primo ministro, che ricevette una delega revocabile per autorità reale (Richelieu, dal 1624 al 1642 e Mazzarino, dal 1642 al 1661).
Dal 1661, Luigi XIV e i suoi successori rifiutarono di permettere che uno qualsiasi dei loro ministri fosse considerato più importante degli altri, quindi il termine non fu più utilizzato.  Fu utilizzato il titolo di "Primo Ministro di Stato", tuttavia il vecchio titolo non fu ripristinato dopo Luigi XIV.
Luigi XIV riprese il controllo del governo, circondandosi però di un gruppo di ministri e consiglieri competenti. Fu dal Conseil d'en haut (Alto Consiglio), composto dal re e dai suoi stretti collaboratori, che il regno fu governato. Tuttavia, alcuni ministri, come Louvois e Colbert, svolsero un ruolo preponderante. Fu sotto Luigi XV che la carica riapparve, con Dubois sotto la reggenza, poi il brevissimo passaggio del duca d'Orléans, del duca di Borbone e infine il ministero del cardinale de Fleury. Dopo la morte di Fleury, Luigi XV diresse personalmente il governo fino al 1758, anno in cui il titolo fu ripristinato e continuò ad esistere fino alla fine del suo regno, e anche sotto il regno del suo successore Luigi XVI.
Con lo scoppio della Rivoluzione francese nel 1789, il primo ministro di Stato perse progressivamente importanza e influenza all'interno della politica nazionale. Infine, con l'avvento della monarchia costituzionale nel 1791, il titolo cessò di esistere.

## Elenco
| Ritratto            | Nome                                          | Governo         | Governo         | Sovrano                             |
| Ritratto            | Nome                                          | Inizio          | Fine            | Sovrano                             |
| ------------------- | --------------------------------------------- | --------------- | --------------- | ----------------------------------- |
|                     | Massimiliano di Béthune                       | 1598            | 1611            | Enrico IV 1589-1610                 |
|                     | Nicola IV di Neufville                        | 1611            | 1614            | Reggente Maria de' Medici 1610-1617 |
|                     | Concino Concini                               | 1616            | 1617            | Reggente Maria de' Medici 1610-1617 |
|                     | Cardinale Armand-Jean du Plessis de Richelieu | 12 agosto 1624  | 4 dicembre 1642 | Luigi XIII 1617-1643                |
|                     | Cardinale Giulio Mazzarino                    | 4 dicembre 1642 | 9 marzo 1661    | Reggente Anna d'Austria 1643-1651   |
| Luigi XIV 1651-1715 | Cardinale Giulio Mazzarino                    | 4 dicembre 1642 | 9 marzo 1661    |                                     |

Luigi XIV governò senza un ministro-capo, sin da dopo la morte di Mazzarino. Dopo la morte del Re Sole, suo nipote Filippo II, duca d'Orléans, reggente per Luigi XV, diresse personalmente il governo, sino a quando egli stesso nominò un primo ministro, nel 1718.
| Ritratto | Nome                                                          | Governo           | Governo         | Sovrano                                    |
| Ritratto | Nome                                                          | Inizio            | Fine            | Sovrano                                    |
| -------- | ------------------------------------------------------------- | ----------------- | --------------- | ------------------------------------------ |
|          | Cardinale Guillaume Dubois                                    | 24 settembre 1718 | 10 agosto 1723  | Reggente Filippo, Duca d'Orléans 1715-1723 |
|          | Filippo II di Borbone-Orléans (dopo aver rimesso la reggenza) | 10 agosto 1723    | 2 dicembre 1723 | Luigi XV 1723-1774                         |
|          | Luigi-Enrico di Borbone-Condé                                 | 2 dicembre 1723   | 11 giugno 1726  | Luigi XV 1723-1774                         |
|          | Cardinale André-Hercule de Fleury                             | 11 giugno 1726    | 29 gennaio 1743 | Luigi XV 1723-1774                         |

Alla morte del Fleury, Luigi XV, ad imitazione del bisnonno, prese direttamente nelle proprie mani la direzione del governo. Salvo mutare atteggiamento nel 1758.
| Ritratto | Nome                                                   | Governo          | Governo          | Sovrano             |
| Ritratto | Nome                                                   | Inizio           | Fine             | Sovrano             |
| -------- | ------------------------------------------------------ | ---------------- | ---------------- | ------------------- |
|          | Étienne François, duca de Choiseul                     | 3 dicembre 1758  | 24 dicembre 1770 | Luigi XV 1723-1774  |
|          | René Nicolas de Maupeou                                | 24 dicembre 1770 | 14 maggio 1774   | Luigi XV 1723-1774  |
|          | Jean-Frédéric Phélypeaux, conte di Maurepas            | 14 maggio 1774   | 21 novembre 1781 | Luigi XVI 1774-1792 |
|          | Charles Gravier, conte di Vergennes                    | 21 novembre 1781 | 13 febbraio 1787 | Luigi XVI 1774-1792 |
|          | Étienne-Charles de Loménie de Brienne                  | 13 febbraio 1787 | 25 agosto 1788   | Luigi XVI 1774-1792 |
|          | Jacques Necker                                         | 25 agosto 1788   | 11 luglio 1789   | Luigi XVI 1774-1792 |
|          | Louis Charles Auguste Le Tonnelier, barone di Breteuil | 11 luglio 1789   | 16 luglio 1789   | Luigi XVI 1774-1792 |
|          | Jacques Necker                                         | 16 luglio 1789   | 3 settembre 1790 | Luigi XVI 1774-1792 |
|          | Armand Marc, conte di Montmorin-Saint-Hérem            | 3 settembre 1790 | 29 novembre 1791 | Luigi XVI 1774-1792 |